# 2747 Cesky Krumlov
Cesky Krumlov (asteroide 2747) é um asteroide da cintura principal com um diâmetro de 32,63 quilómetros, a 2,7166744 UA. Possui uma excentricidade de 0,1242924 e um período orbital de 1 995,79 dias (5,47 anos).
Cesky Krumlov tem uma velocidade orbital média de 16,91038536 km/s e uma inclinação de 5,82044º.
Este asteroide foi descoberto em 19 de fevereiro de 1980 por Antonín Mrkos.